# Lysekils pastorat
Lysekils pastorat är ett pastorat som omfattar Lysekils kommun i Bohuslän, Västra Götalands län. Det tillhör Norra Bohusläns kontrakt i Göteborgs stift.
Pastoratet bestod till 2023 av församlingarna, Lyse, Lysekil och Skaftö (från 1995) samt Brastad och Bro (sedan 2018). 1 januari 2023 ombildades församlingarna till två: Lysekils södra församling och Lysekils norra församling.
Pastoratskod är 080804.